# Раде Симовић
Раде Г. Симовић (Јабука, 25. мај 1957) српски је драматург и театролог.

## Живот
Рођен је 1957. у насељу Јабука у тадашњој општини Фоча. Дипломирао је театрологију и докторирао књижевност. Докторат је одбранио на Филолошком факултету Универзитета у Бањој Луци. Био је помоћник министра културе Републике Српске у периоду од 1992, као и директор Републичке установе за културу СРНА фест. Заједно је са Николом Кољевићем организовао културну манифестацију „Православни гласови и звуци“, која је одржана у сарајевској Скендерији 18. октобра 1990. Организовао је и културну манифестацију „С гусларима на Васкр“, која је одржана 6. априла 1991. на Илиџи. У Српском Сарајеву је живио до прољећа 1996. Обављао је дужност умјетничког директора Народног позоришта Републике Српске до 2011. Ради као драматург Народног позоришта Републике Српске, и као наставник на Филозофском факултету Универзитета у Источном Сарајеву гдје предаје драматургију и продукцију.

## Награде
За документарни филм Крст – ић који је продуцирао и за који је написао сценарио, освојио је награду на 46. Фестивалу документарног филма у Београду 1996. и награду „Златни витез“ на филмском фестивалу у Минску.

## Дјела

### Књиге
- Драма Републике Српске – један могући поглед (антологија), Арт Принт, Бања Лука (2011)
- Драма и идентитет (театролошка студија), Арт Принт, Бања Лука (2011)
- Пресјека (приче)
- На бијелом хлебу (књига пјесама), (1998)

### Радио драме
- Косовска вечера
- Пут са првенством пролаза
- Повратак у Ишће

### Драме
- Хамлет у рајској долини Српске

### Сценарио
Написао је сценарио за документарне филмове:
- Преображење Јабуке Горње, СРНА филм (1993)
- Хроника Јабучке школе, СРНА филм (1993)
- Посљедњи викенд у Сарајеву, СРНА фест (1995/1996)
- Сарајево – почетак и крај, СРНА фест (1995/1996)
- Крст – ић, СРНА фест (1995/1996)
- Крсташи, СРНА фест (1995/1996)